# 鳥取県道・岡山県道7号智頭勝田線
鳥取県道・岡山県道7号智頭勝田線（とっとりけんどう・おかやまけんどう7ごう ちづかつたせん）は、鳥取県八頭郡智頭町から岡山県美作市に至る県道（主要地方道）である。

## 概要

### 路線データ
鳥取県告示に基づく起終点および経過地は次のとおり。
- 起点 : 鳥取県八頭郡智頭町中原（国道373号交点）
- 終点 : 岡山県美作市真加部（国道429号交点）
- 路線延長 : 26.4 km[要出典]
  - 実延長 : 鳥取県 - km・岡山県 21.3 km [2]

## 歴史
認定当初は一般県道であり、鳥取県側は鳥取県道119号智頭勝田線だったが、1993年に主要地方道に指定された。

### 年表
- 1993年（平成5年）5月11日 - 建設省から、県道智頭勝田線が智頭勝田線として主要地方道に指定される[3]。
- 1994年（平成6年）3月15日 - 鳥取県が路線番号を7に改める[4]。

## 路線状況

### 重複区間
- 岡山県道51号美作奈義線（美作市真加部 地内）

## 地理

### 通過する自治体
- 鳥取県
  - 八頭郡智頭町
- 岡山県
  - 美作市

### 交差する道路
| 交差する道路                                  | 都道府県名 | 市町村名 | 市町村名 | 交差する場所 | 交差する場所        |
| --------------------------------------------- | ---------- | -------- | -------- | ------------ | ------------------- |
| 国道373号                                     | 鳥取県     | 八頭郡   | 智頭町   | 中原         | 起点                |
| 鳥取県道296号西谷那岐停車場線                 | 鳥取県     | 八頭郡   | 智頭町   | 西谷         |                     |
| 岡山県道357号梶並立石線                       | 岡山県     | 美作市   | 美作市   | 梶並         |                     |
| 岡山県道356号行方勝田線                       | 岡山県     | 美作市   | 美作市   | 余野         |                     |
| 岡山県道51号美作奈義線 重複区間起点           | 岡山県     | 美作市   | 美作市   | 真加部       |                     |
| 国道429号 岡山県道51号美作奈義線 重複区間終点 | 岡山県     | 美作市   | 美作市   | 真加部       | 真加部交差点 / 終点 |

### 沿線にある施設など
- 智頭急行智頭線 山郷駅